# 西経73度線
西経73度線（せいけい73どせん）は、本初子午線面から西へ73度の角度を成す経線である。北極点から北極海、北アメリカ、大西洋、カリブ海、南アメリカ、太平洋、南極海、南極大陸を通過して南極点までを結ぶ。
西経73度線は、東経107度線と共に大円を形成する。

## 通過する地域一覧
西経73度線は、北極点から南極点まで南に向かって以下の場所を通っている。
| 地理座標                                             | 国土・領土・領海       | 備考 |
| ---------------------------------------------------- | ---------------------- | --- |
| 北緯90度0分 西経73度0分 / 北緯90.000度 西経73.000度  | 北極海                 | |
| 北緯83度4分 西経73度0分 / 北緯83.067度 西経73.000度  | カナダ                 | ヌナブト準州 – エルズミーア島 |
| 北緯79度45分 西経73度0分 / 北緯79.750度 西経73.000度 | ネアズ海峡             | |
| 北緯78度11分 西経73度0分 / 北緯78.183度 西経73.000度 | グリーンランド         | サザーランド島（英語版） |
| 北緯78度9分 西経73度0分 / 北緯78.150度 西経73.000度  | バフィン湾             | ハクルート島（英語版）（ グリーンランド、北緯77度26分 西経72度48分 / 北緯77.433度 西経72.800度）の西を通過 キャリー島（英語版）（ グリーンランド、北緯76度42分 西経72度48分 / 北緯76.700度 西経72.800度）を通過 |
| 北緯71度26分 西経73度0分 / 北緯71.433度 西経73.000度 | カナダ                 | ヌナブト準州 – デクスティリティ島、アダムズ島、バフィン島 |
| 北緯68度13分 西経73度0分 / 北緯68.217度 西経73.000度 | フォックス湾           | |
| 北緯66度43分 西経73度0分 / 北緯66.717度 西経73.000度 | カナダ                 | ヌナブト準州 – バフィン島 |
| 北緯64度5分 西経73度0分 / 北緯64.083度 西経73.000度  | ハドソン海峡           | |
| 北緯62度11分 西経73度0分 / 北緯62.183度 西経73.000度 | カナダ                 | ケベック州 |
| 北緯45度1分 西経73度0分 / 北緯45.017度 西経73.000度  | アメリカ合衆国         | バーモント州 マサチューセッツ州（北緯42度44分 西経73度0分 / 北緯42.733度 西経73.000度から） コネチカット州（北緯42度2分 西経73度0分 / 北緯42.033度 西経73.000度から）                                           |
| 北緯41度13分 西経73度0分 / 北緯41.217度 西経73.000度 | ロングアイランド湾     | |
| 北緯40度58分 西経73度0分 / 北緯40.967度 西経73.000度 | アメリカ合衆国         | ニューヨーク州 – ロングアイランド |
| 北緯40度41分 西経73度0分 / 北緯40.683度 西経73.000度 | 大西洋                 | |
| 北緯22度25分 西経73度0分 / 北緯22.417度 西経73.000度 | バハマ                 | マヤグアナ島 |
| 北緯22度22分 西経73度0分 / 北緯22.367度 西経73.000度 | 大西洋                 | |
| 北緯21度33分 西経73度0分 / 北緯21.550度 西経73.000度 | バハマ                 | リトル・イナグア島 |
| 北緯21度27分 西経73度0分 / 北緯21.450度 西経73.000度 | 大西洋                 | グレート・イナグア島（ バハマ、北緯21度18分 西経73度0分 / 北緯21.300度 西経73.000度）の東を通過 トルトゥーガ島（ ハイチ、北緯20度3分 西経72度58分 / 北緯20.050度 西経72.967度）の西を通過                       |
| 北緯19度55分 西経73度0分 / 北緯19.917度 西経73.000度 | ハイチ                 | イスパニョーラ島 |
| 北緯19度36分 西経73度0分 / 北緯19.600度 西経73.000度 | カリブ海               | ゴナイーヴ湾 |
| 北緯18度54分 西経73度0分 / 北緯18.900度 西経73.000度 | ハイチ                 | ゴナーブ島 |
| 北緯18度45分 西経73度0分 / 北緯18.750度 西経73.000度 | カリブ海               | ゴナイーヴ湾 |
| 北緯18度28分 西経73度0分 / 北緯18.467度 西経73.000度 | ハイチ                 | イスパニョーラ島 – ティブロン半島（英語版） |
| 北緯18度11分 西経73度0分 / 北緯18.183度 西経73.000度 | カリブ海               | |
| 北緯11度30分 西経73度0分 / 北緯11.500度 西経73.000度 | コロンビア             | |
| 北緯9度46分 西経73度0分 / 北緯9.767度 西経73.000度   | ベネズエラ             | |
| 北緯9度17分 西経73度0分 / 北緯9.283度 西経73.000度   | コロンビア             | |
| 南緯2度23分 西経73度0分 / 南緯2.383度 西経73.000度   | ペルー                 | |
| 南緯5度44分 西経73度0分 / 南緯5.733度 西経73.000度   | ブラジル               | アマゾナス州 アクレ州（南緯7度28分 西経73度0分 / 南緯7.467度 西経73.000度から） |
| 南緯8度56分 西経73度0分 / 南緯8.933度 西経73.000度   | ペルー                 | |
| 南緯9度10分 西経73度0分 / 南緯9.167度 西経73.000度   | ブラジル               | アクレ州 |
| 南緯9度25分 西経73度0分 / 南緯9.417度 西経73.000度   | ペルー                 | |
| 南緯16度31分 西経73度0分 / 南緯16.517度 西経73.000度 | 太平洋                 | |
| 南緯36度44分 西経73度0分 / 南緯36.733度 西経73.000度 | チリ                   | |
| 南緯41度30分 西経73度0分 / 南緯41.500度 西経73.000度 | アンクード湾（英語版） | |
| 南緯42度15分 西経73度0分 / 南緯42.250度 西経73.000度 | コルコバド湾（英語版） | |
| 南緯43度17分 西経73度0分 / 南緯43.283度 西経73.000度 | チリ                   | 本土、マグダレナ島（英語版）、本土 |
| 南緯49度1分 西経73度0分 / 南緯49.017度 西経73.000度  | アルゼンチン           | |
| 南緯50度46分 西経73度0分 / 南緯50.767度 西経73.000度 | チリ                   | 本土、リエスコ島、サンタ・イネス島 |
| 南緯54度5分 西経73度0分 / 南緯54.083度 西経73.000度  | 太平洋                 | |
| 南緯54度28分 西経73度0分 / 南緯54.467度 西経73.000度 | チリ                   | ノワール島（英語版） |
| 南緯54度29分 西経73度0分 / 南緯54.483度 西経73.000度 | 太平洋                 | |
| 南緯60度0分 西経73度0分 / 南緯60.000度 西経73.000度  | 南極海                 | |
| 南緯69度40分 西経73度0分 / 南緯69.667度 西経73.000度 | 南極大陸               | アレクサンダー島、本土 – アルゼンチン（アルゼンチン領南極）と チリ（チリ領南極）と イギリス (イギリス領南極地域)が領有権を主張                                                                                  |